# Повстання найманців у Карфагені
Повстання найманців у Карфагені (або Лівійська війна) — внутрішній військовий конфлікт у Карфагенській державі після завершення Першої Пунічної війни.

## Передумови та причини
Після завершення у 241 році до н. е. Першої Пунічної війни Карфаген опинився у скрутному фінансовому становищі. Окрім того, відповідно до мирної угоди з Римом зобов'язався залишити усю Сицилію. На той час у м. Лілібей (сучасне м. Марсала) нагромадилося 20 тисяч найманців, набраних з різних народів (іберійців, кельтіберів, балеарців, лігурійців, кельтів та греків). Завданням карфагенського уряду було переправити їх до Африки, видати платню та відправити їх по домівках. Комендант Лілібея Гісгон, намагаючись не допустити скупчення біля Карфагену великої кількості озброєних людей, вирішив відправляти найманців до Африки невеличкими групами. Гісгон розраховував, що уряд буде віддавати їм платню та роззброювати.
Проте карфагенський уряд намагався зекономити на найманцях, змусивши тих відмовитися від частини платні. Скоро у самому Кафрагені скупчилася значна частина озброєних людей. Як наслідок почалися безладдя. Тоді представники Карфагену вирішили, що з найманцями буде легше домовлятися, відправивши їх углиб своїх територій. Для цього їм наказали вирушити до Сікки (сучасний Ель-Кеф, Туніс). Коли сюди переправили усі 20 тисяч вояків, до них прибув Ганнон II Великий, намісник Лівії, який став умовляти найманців відмовитися від частини платні. Це викликало заворушення. Зрештою найманці рушили на північ, зайнявши м. Тунет, за 21 км від Карфагену. В цей час у карфагенського уряду не було можливості протидіяти цій армії. Тому він погодився на усі умови найманців: сплата усієї платні, торгівля у таборі найманців харчами та різним крамом за низькими цінами. Поступово умови вояків зростали — стали вимагати сплатити їм ціну втрачених на Сицилії коней, виплатити преміальні. Карфаген погодився на усі умови. Як відповідального за роздачу грошей було призначено Гісгона, коменданта Лілібея (кандидатуру Гамількара Барки, їхнього колишнього командира, найманці відкинули, вважаючи зневагою з його боку те, що на попередні переговори замість нього приїхав Ганнон).
Гісгон поступово став видавати платню найманцям, пропонуючи їм не виступати проти Кафрагену й мирно розходитися. Проти цього виступили одні з лідерів найманців — Спендій й Матос. Спендій був колишнім рабом з Кампанії (можливо, самнітом). За умовами миру Карфагену з Римом, перший зобов'язався передати Римській республіці усіх рабів-втікачів з Італії. Спендій, цілком очевидно, не бажав виконання цього, намагаючись продовжити конфлікт між двома державами. Інший очільник — Матос — був лівійцем. Він добре пам'ятав жорстоке придушення карфагенянами лівійських повстань. Враховуючи це Спендій і Матос робили усе, щоб спровокувати конфлікт. Нарешті Гісгон не витримав й звинуватив Спендія та Матоса у заворушеннях, намагаючись їх схопити. У відповідь найманці виступили проти карфагенян, Гісгона було заарештовано, гроші розграбовані. Це відбулося у 240 році до н. е., почалася війна найманців проти Карфагенської держави.

## Перебіг
З метою досягти якнайшвидшого успіху Спендій й Матос закликали до повстання лівійців, а також призвали на допомогу нумідійців. В результаті внутрішні володіння Карфагену в Африці опинилися під контролем повсталих. Їхні війська взяли в облогу міста Утіку та Гіппон Акра. Водночас почалося повстання найманців на Сардинії, яку їм доволі швидко вдалось захопити.
У відповідь карфагенський уряд надав військо Ганнону II Великому, який рушив до взятої в облогу Утіки. Під Утікою найманці розбили Ганнона. Згодом біля Горзи, попри численний загін із слонів не зміг перемогти найманців. В цій ситуації було створено ще одну, нову армію (70 слонів та 10 тисяч вояків) на чолі із Гамількаром Баркою. Останній зумів зняти облогу з Утіки, а згодом переміг Спендія та Автаріта (очільника галльських найманців) біля річки Баград. Втім незабаром Гамількар опинився у засідці найманців, лівійців та нумідійців. Тоді він переманив на свій бік (видав за нього свою доньку) Нараваса, нумідійського вождя з 2 тисячами кінноти. В результаті об'єднані сили Спендія, Матоса й Автаріта зазнали поразки. Було вбито 10 тисяч вояків, карфагеняни захопили у полон 4 тисячі осіб. Захоплених полонених найманців Барка простив, а усіх, хто бажав — прийняв до лав свого війська.
Щоб протидіяти цій тактиці карфагенянина й не допустити переходу найманців на бік Карфагену у 239 до н. е. Спендій, Автаріт та Матос влаштували жорстоку страту Гісгона. Своєю чергою Карфаген був не задоволений окремими діями Ганнона Великого та Гамількара Барки. Спроба їм замирити не вдалася. Тоді за пропозицією Гасдрубала Красивого народні збори обрали Барку єдиним військовим очільником (рабімаханатом). Водночас проти Карфагену повстали впливові міста Утіка та Гіппон Регіум, а найманці на Сардинії та Корсиці звернулися до Риму за допомогою. Своєю чергою по допомогу до Риму й Сиракуз звернувся карфагенський уряд. Водночас Гамількар Барка змусив найманців відступити від безпосередньої карфагенської території. Незабаром Гієрон II, цар Сиракуз, надав значну партію харчів для Карфагену. Рим відмовився підтримувати повсталі міста та найманців. Решта року пройшло у підготовці до вирішальної битви.
У 238 році до н. е. найманці розділилися: Матос відступив до Тунету, а Спендій з Автарітом — до місцевості Пріон. Тут їх в облогу узяв Гамількар Барка. Незабаром найманці опинилися у скрутному становище, почався голод. Спендій з іншими командирами почав перемовини з Баркою. Той погодився зняти облогу, а навзаєм повсталі повинні були передати 10 осіб на розсуд карфагенянина. Спендій вимушений був погодитися. Тоді Барка заявив, що обирає Спендія, Автаріта та інших командирів. Військо, не знаючи про результати перемовин, побачило, що їх очільників арештовано виступило проти карфагенян, проте зазнало нищівної поразки. після цього Гамількар поступово підкорив усі лівійські міста. Після цього підійшов до Тунету, де перебував Матос. Щоб залякати ворога Барка наказав розп'яти на хрестах Спендія й Автаріта. У відповідь Матос напав на табір карфагенян, завдавши їм значної поразки, Гамількар був змушений відступити. Тоді уряд Карфагену сформував нову армію на чолі із Ганноном II Великим, змусивши Гамількара Барку замиритися з ним. Об'єднані сили карфагенян зрештою завдали поразки Матосу біля Лептіса, захопивши того у полон. Матоса було страчено у Карфагені.
Після цього суттєвого успіху Гамількар Барка спрямував сили на підкорення Утіки та Гіппона Акри, а також Сардинії. Проте в цей час Рим вирішив підтримати найманців на цьому острові. В результаті Сардинія та Корсика були захоплені римлянами. Спроба карфагенян відвоювати ці землі виявилася невдалою. За новою угодою Карфаген поступився Сардинією та Корсикою на користь Риму, а також зобов'язався сплатити 1200 талантів. Слідом за цим Гамількару вдалося підкорити Утіку та Гіппон. Повстання найманців завершилось.

## Результати
Підсумками повстання найманців стало політичне та військове послаблення Карфагену у західному Середземномор'ї — втрачені Сардинія й Корсика, можливі бази для ведення нової війни проти Риму. Карфагену довелося докласти нових фінансових зусиль для придушення повстання найманців та лівійців.
Водночас зміцнилася влада карфагенян над лівійцями, були встановлені дружні й союзницькі стосунки з нумідійськими вождями. У самому Карфагені набрала сили демократична партія, а влада олігархії істотно похитнулася. Іншим підсумком стало перенесення подальшої експансії Карфагену з островів у Тирренському морі до Піренейського півострова. Завдяки Гамількару Барці саме іспанські володіння згодом становитимуть основу для спроби реваншу Карфагену в боротьбі з Римом (Друга Пунічна війна).